# Arresto de Wilman Terán
El arresto de Wilman Terán presidente del Consejo de la Judicatura ocurrió en la madrugada del 14 de diciembre de 2023. Este hecho se enmarca en una cadena de acontecimientos que en su conjunto forman parte de la Crisis política en Ecuador de 2023. Quien está facultado para reemplazarlo después del arresto o ausencia, es Álvaro Román. Por ser su vocal suplente, queda designado automáticamente según las leyes vigentes.

## Antecedentes

### Designación del presidente
Wilman Gabriel Terán Carrillo fue designado por unanimidad como vocal principal del Consejo de la Judicatura por el pleno del Consejo de Participación Ciudadana y Control Social (CPCCS). Esta decisión cumple con el artículo 179 de la Constitución de la República del Ecuador y está en línea con la Sentencia Nro.1219-22-EP-22 de la Corte Constitucional emitida el 26 de septiembre de 2022, y el auto de verificación del 23 de enero de 2023.
Wilman Terán Carrillo, quien era juez nacional encargado en la Corte Nacional de Justicia, asumió la presidencia del Consejo de la Judicatura hasta que concluya el período para el cual fueron designados los actuales miembros por el CPCCS Transitorio. Terán, con su trayectoria judicial y profesional, presentó un plan de trabajo centrado en la lucha contra la corrupción, la transparencia institucional y el fortalecimiento de los mecanismos de investigación en casos de violencia.
Saskia Gutiérrez fue veedora ciudadana del proceso y mencionó la valentía del Pleno al no dilatar el proceso. Los consejeros expresaron su compromiso de trabajar por unanimidad para restaurar la imagen institucional a lo largo de su breve mandato. La Presidenta del CPCCS, Gina Aguilar, subrayó el enfoque en la participación ciudadana autónoma e independiente para restablecer la institucionalidad del país.

### Independencia de poderes
El presidente del Consejo de la Judicatura, Wilman Terán, habló sobre la demanda contra el gobierno de Guillermo Lasso por la asignación presupuestaria y otros temas relacionados con su pasado judicial. Abordó cuestiones como la devolución de fondos no utilizados, ineficiencias en jubilaciones, críticas a la burocracia en la Función Judicial, y la necesidad de recursos para mejorar la administración de justicia. Terán también responde las acusaciones sobre su supuesta cercanía a la Revolución Ciudadana, y mencionó problemas en la asignación presupuestaria y alerta sobre la situación del crimen organizado en la Justicia. Negó ser correísta y mencionó su participación en sentenciar a Rafael Correa en el Caso Sobornos.
Wilman Terán, como nuevo presidente del Consejo de la Judicatura, fue designado por el Consejo de Participación Ciudadana y Control Social de manera unánime. Antes de asumir este cargo, Terán se desempeñaba como magistrado de la Corte Nacional de Justicia, siendo parte de la Sala Especializada de lo Civil y Mercantil, así como de la Sala Especializada de la Familia, Niñez, Adolescencia y Adolescentes Infractores.
En cuanto a su perfil académico, Terán es Doctor en jurisprudencia y abogado de los Tribunales y Juzgados de la República por la Universidad Central del Ecuador. Además, cuenta con posgrados en derechos humanos y en Derecho Penal y Criminología, así como especialización en Derecho Penal y Justicia Indígena.
Su experiencia profesional incluye roles como juez del Tribunal de Garantías Penales de Santo Domingo de los Tsáchilas, Director Nacional de Asesoría Jurídica, Secretario General del Consejo Nacional de Gobiernos Parroquiales Rurales del Ecuador (Conagopare), Director Ejecutivo de la Comisión de Transparencia y Verdad Caso del Angostura, y coordinador de investigaciones de la Comisión de la Verdad Ecuador.
La designación de Terán recibió respaldo unánime del Pleno de la Judicatura, conformado por los vocales Maribel Barreno, Juan José Morillo, Fausto Murillo y Xavier Muñoz.

### Primer intento de arresto
La Fiscalía convocó a una audiencia de formulación de cargos para el 20 de octubre de 2023 contra Wilman Terán, y otros siete funcionarios. Estos cargos se relacionan con el presunto delito de obstrucción de la justicia. La solicitud de la fiscal Diana Salazar se basa en el expediente llamado "independencia judicial," que comenzó el 11 de mayo de 2023 por el mismo presunto delito.
El Consejo de la Judicatura rechazó la demanda y afirmó que considera una "interferencia" de otras Funciones del Estado y actores externos en sus acciones, después de que la fiscal solicitara la fecha para la formulación de cargos. Wilman Terán afirmó seguir "despachando y ejerciendo las funciones" correspondientes a su cargo.

## Reasignación del delito y arresto
Wilman Terán, presidente del Consejo de la Judicatura de Ecuador, ha sido arrestado en el marco de una presunta investigación por corrupción y vínculos con el narcotráfico que implica a 30 personas, incluyendo altos jueces, fiscales, policías, abogados y criminales. La fiscal general, Diana Salazar, anticipó que formulará cargos por delincuencia organizada contra Terán y otros investigados en el caso Metástasis. El presidente de la República, Daniel Noboa, mencionó que el operativo forma parte del Plan Fénix, que se enfoca en proyectos de seguridad y defensa, con énfasis en la cooperación internacional y la búsqueda de recursos económicos, así como la firma de un convenio para fortalecer unidades de inteligencia financiera y la implementación de cárceles de mega seguridad con asesoría internacional y tecnología israelí. El presidente afirmó que las detenciones en el caso Metástasis forman parte de su Plan Fénix, resaltando la importancia de las acciones de inteligencia. Durante una rueda de prensa, subraya la necesidad de cambios en las Fuerzas Armadas para la implementación del plan, que incluye medidas como la eliminación del Catálogo de Umbrales, conocido políticamente en Ecuador como «Tabla de Drogas» y la liquidación de EMCO-EP. Además de la coordinación con asistencia internacional y la fusión entre instituciones de seguridad con el Centro de Inteligencia Estratégica (CIES). La detención fue parte de un amplio operativo con más de 75 allanamientos en siete provincias, involucrando a más de 900 personas entre fiscales y policías.
Terán, cuya casa y las oficinas del Consejo de la Judicatura fueron registradas, denunció la detención como "sin fundamento" y aseguró que la persecución ha dañado su carrera judicial. Previamente, en un mensaje en video, Terán había advertido sobre la operación, calificándola de ilegítima y dirigida a golpear la justicia y la democracia.
En el marco de este operativo "Metástasis", 29 personas, incluyendo a Wilman Terán, presidente de la Judicatura, fueron detenidas por presunta delincuencia organizada. El operativo, con más de 75 allanamientos en varias provincias, es parte de una investigación que revela una supuesta "profunda descomposición estructural" en el país, según la fiscal general Diana Salazar. Se informa que la investigación surge a partir del asesinato de Leandro Norero en prisión el año pasado, revelando una estructura criminal vinculada al narcotráfico infiltrada en todos los niveles del Estado. Se formularán cargos en las próximas horas, incluyendo funcionarios de Cortes Provinciales de Justicia, Consejo de la Judicatura, Policía Nacional y abogados, todos vinculados a esta supuesta red de corrupción.
La fiscalía informó que del domicilio del presidente de la judicatura se extrajeron 25 000 dólares, entre denominaciones de $20 y de $100.
El juez Felipe Córdoba, quien fue asignado al caso, ratificó la prisión preventiva para Terán y tres personas más, mientras que otros 12 implicados también enfrentarán esta medida durante la instrucción fiscal que durará 90 días. Se incautaron diversos elementos, como la suma del total en efectivo de todo el operativo que rondan los 44 000 dólares, armas de fuego, teléfonos celulares y documentos, en los allanamientos.

### Concurso de jueces para la Corte Nacional de Justicia
Con el arresto de Wilman Terán, el Consejo de la Judicatura enfrenta una nueva configuración de fuerzas. Álvaro Román asume temporalmente la presidencia junto a los vocales Fausto Murillo y Yolanda Yupangui, dejando a Xavier Muñoz en posible minoría. La prisión preventiva de Terán afecta el concurso de jueces para la Corte Nacional de Justicia, suspendiendo etapas y generando dudas sobre su continuidad. Los vocales consideran que el concurso ha perdido confiabilidad y podría declararse nulo. La situación del presidente Terán influye en la dinámica y la confianza en el proceso judicial.
El concurso para designar jueces de la Corte Nacional de Justicia se suspendió el 18 de diciembre de 2023, por dictamen de la jueza Patricia Segarra, quien aceptó una acción de protección presentada por el Colegio de Abogados de Pichincha. La suspensión se mantendrá hasta que el pleno del Consejo de la Judicatura resuelva los reclamos y las presuntas irregularidades planteadas por más de 130 postulantes a jueces. Esta decisión se da en medio de la prisión preventiva dictaminada por el juez Felipe Córdoba para el presidente del Consejo de la Judicatura, implicado en la operación. La confianza en el proceso y la institución se ve afectada.

## Reacciones
El Consejo de la Judicatura rechazó vía Twitter la detención de Wilman Terán Carrillo, Presidente de la institución, y el allanamiento a sus instalaciones, considerándolas acciones sin fundamento que atentan contra los principios del sistema judicial y la democracia. Denuncian que estas medidas forman parte de una campaña de desprestigio contra la Función Judicial y buscan obstaculizar la lucha contra la corrupción liderada por Terán. La institución reitera su respaldo a Terán y su compromiso con la defensa de la justicia, la transparencia y el Estado de Derecho.
El presidente del Consejo de la Judicatura afirmó que la operación busca obstaculizar su intento de depurar el Poder Judicial. Este episodio ocurre en medio de tensiones por su permanencia en el cargo, tras perder la confianza de la Corte Nacional de Justicia en agosto, mientras el movimiento Revolución Ciudadana busca un juicio político para destituir a la fiscal general. La investigación surge a raíz del asesinato en prisión del presunto narcotraficante Leandro Norero el año pasado, revelando una estructura criminal infiltrada en todos los niveles del Estado vinculada al narcotráfico. La fiscal general enfatizó que el caso Metástasis evidencia cómo supuestamente el narcotráfico ha permeado las instituciones estatales, generando preocupaciones sobre una posible escalada de violencia como respuesta al operativo. Entre los detenidos se encuentran el exjuez penal Ronald Guerrero y el general de policía retirado Pablo Ramírez, quien fue director del sistema penitenciario y luego de la Unidad Antinarcóticos de la Policía. Wilman Terán, al llegar a la Unidad de Flagrancia, calificó su detención como "ilegal y arbitraria".
El director provincial del Consejo de la Judicatura de Loja, Javier Villarreal Leiva, respalda la gestión de Wilman Terán, presidente nacional del CJ, calificando la detención como una persecución política. Asegura que el trabajo en la provincia de Loja sigue normalmente y destaca el compromiso para transformar la función judicial. Villarreal enfatiza que Terán, pese a limitaciones económicas, busca cambios profundos en el sistema de justicia, generando incomodidad en ciertos sectores políticos.
Rafael Correa también anticipó el operativo de la Fiscalía con 75 allanamientos relacionados con corrupción y narcotráfico. Correa alertó en redes sociales, mencionando la posible cantidad de fiscales y alegando obstrucción al proceso de concurso de selección de jueces para el Consejo de la Judicatura. Terán, antes de los allanamientos, denunció una intervención planeada, y la calificó como carente de legitimidad. Tras ser detenido, acusó a la Fiscal General de delinquir. La investigación, involucra a más de 29 detenidos, que aparte de él, se incluyen otros jueces, fiscales y policías.
Por su parte la fiscalía advirtió que no se pueden abusar de las garantías constitucionales, como el habeas corpus, para obtener beneficios que impidan la continuidad del caso.
El grupo de Puebla expresó preocupación vía Twitter por lo sucedido. Menciona que la fiscal general ha iniciado una posible persecución inusual hacia jueces y su entidad superior de evaluación y disciplina. Esto podría constituir un golpe político a la función judicial. Además, se enfatiza la importancia de garantizar la presunción de inocencia y el cumplimiento del debido proceso en esta situación.